# Jurgen Ostarhild

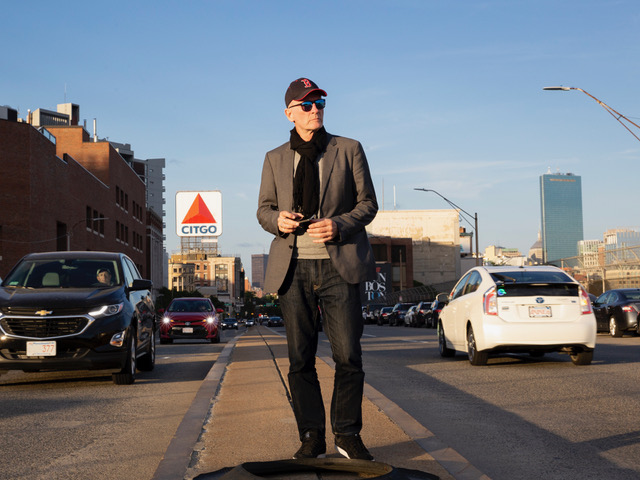
Jurgen Ostarhild

Jurgen Ostarhild (* 1956 in Überlingen) ist ein deutscher Künstler und Fotograf, der in den 1990er-Jahren stilbildende Porträts von Martin Kippenberger und Kate Moss fotografierte. Er lebt in Berlin.

## Leben
Jurgen Ostarhild begann seine Laufbahn als Fotograf als Assistent von Oliviero Toscani und Richard Ballarian in Paris Ende der 1970er-Jahre. Im Sommer 1979 ging er nach New York, wo er ein Jahr lang als Studioassistent bei Albert Watson arbeitete. Nach der Rückkehr nach Deutschland und einer kurzen Station bei der Zeitschrift auto motor sport gründete er 1982 in Stuttgart sein eigenes Studio. 1986 verbrachte er einige Zeit in Los Angeles, wo er einen Cadillac kaufte und in dem Fahrzeug lebte. 1987 porträtierte Ostarhild den Künstler Martin Kippenberger im Hotel Chelsea in Köln.
Seit Anfang der 1990er-Jahre arbeitet er für die britischen Modezeitschriften i-D, Sky Magazine, Paper Magazine, Jalouse sowie Sunday Times, aber auch Kampagnen für internationale Marken wie Adidas, Levi’s, Uvex, Sephora, Givenchy und L’Oréal. In diesem Jahrzehnt entstanden stilbildende Porträts von Models wie Kate Moss und Musikern wie Moby und Jamiroquai.
Die Action-Modefotografie prägte Ostarhild früh: Genrestiftend war hier ein Shooting auf dem Glacier de la Grande Motte in Tigne, bei dem er Männermode von Jean-Paul Gaultier auf Snowboards für das Pariser Magazin Citzen-K fotografierte.
Seine erste Einzelausstellung zeigte 2002 unter dem Titel „Überbabes“ Transgender-Präavatare in der Galerie Jerome de Noirmont in Paris.
Zudem entwickelte Ostarhild für diese Galerie das erste Projekt zum Online-Verkauf digitaler Kunstwerke.
Seit 2010 arbeitet Ostarhild an einer Serie von Code-Bildern, die den Hexadezimalcode seiner Digitalfotos zeigen. 2019 wurde seine letzte Ausstellung von Eugen Gomringer am institut für konstruktive kunst und konkrete poesie in Rehau kuratiert: Präsentiert wurden Arbeiten in Buchstaben, die den hexadezimalen Code für die Farbfotografie enthalten.
Ostarhild ist der Erfinder der sogenannten „Machine Portraits“.
Mit dieser Methode hat er sich als Fotograf selbst abgeschafft: Jeglicher künstlerische Eingriff an der Bildproduktion ist überflüssig. Dies impliziert eine weitere Entfremdung des Künstlers von der Bildproduktion. Algorithmen ermöglichen das Auslösen der Kamera, eine korrekte Belichtung, eine weltweite, sofortige Veröffentlichung und die Archivierung der produzierten Bilder.
Seit 2020 arbeitet er an dem Werkzyklus „ColorHueState“ (Farbzustand), der 2021 im Sexauer Showroom und 2022 bei KINDL – Zentrum für zeitgenössische Kunst („Ether as Honey“) zu sehen war. Bei diesen Arbeiten wird die traditionelle Fotografie durch digitale Verfahren und die Blockchain-Technologie erweitert. Anhand automatisierter, kontinuierlich laufender Algorithmen entstehen Bildmaschinen, die aus den von Bitcoin- und Ethereum-Blockchains erzeugten Daten farbige Bilder generieren. Farbe entsteht hier durch die Interpretation der Zeichen eines Blockchain-Hashs als Hexadezimal-Farbwert. Ähnlich der Farbfeldmalerei löst sich die Farbe aus dem objektiven Kontext und wird selbst zum Subjekt. Es entstehen visuelle Repräsentationen der Blockchains, die so auch selbst Teil des nicht-narrativen Kunstproduktionsprozesses werden.
„Jurgen Ostarhild interessiert sich seit Jahrzehnten dafür, was das Fotografische ist, das wie eine Folie, wie ein Zugrundeliegendes alles Bildmäßige der Gegenwart wie ein fotografisches Dispositiv organisiert und regiert“, Thomas Locher, Künstler und Rektor der Hochschule für Grafik und Buchkunst Leipzig.

## Arbeiten
- 2012: 144.berlin (2012) Installation aus 144 Fichten, einer Anordnung zur visuellen Datenerfassung sowie deren digitaler Speicherung und Veröffentlichung
- 2014: NonDigitColors
- 2015: nanosculptures (lead casted sculptures)[9]

## Ausstellungen (Auswahl)
- 2002: Überbabes, Galerie Jerome de Noirmont[5]
- 2008 Car crash, Berlin[10]
- 2010 Shopping addicts, Paris[11]
- 2013 Sommerloch II, Kwadrat, Berlin[12]
- 2014 Sothebys, Milano
- 2015 Seconds Machine (Color Mode I), KW institut of contemporary art, Berlin[13]
- 2016 Kunstverein Rosa Luxemburg Platz, Berlin
- 2016 Ausstellung, Metzingen[14]
- 2017 Barbabette, Berlin[15]
- 2019 Phänomene der Sprach-Kunst in Wortbildern aus Lettern und als Code: Jürgen Forster, Franz Mon, Jürgen Ostarhild, Kunsthaus Rehau, Institut für konstruktive Kunst und konkrete Poesie
- 2021 ImageMachine, Sexauer Gallery Berlin
- 2022 Performance *Ether as Honey*, KINDL – Zentrum für zeitgenössische Kunst[16]
- 2022 Gruppenausstellung Public Image Unlimited, GLUE Berlin
- 2023 Gruppenausstellung The Text is the Message, Expanded Art Berlin

## Veröffentlichungen
- La beauté. Collectif sous la direction de Jean de Loisy (Auteur) Flammarion 2000[17]